# Incheville
Incheville is een gemeente in het Franse departement Seine-Maritime (regio Normandië) en telt 1431 inwoners (1999). De plaats maakt deel uit van het arrondissement Dieppe.

## Geografie
De oppervlakte van Incheville bedraagt 7,9 km², de bevolkingsdichtheid is 181,1 inwoners per km².
De onderstaande kaart toont de ligging van Incheville met de belangrijkste infrastructuur en aangrenzende gemeenten.

## Demografie
Onderstaande figuur toont het verloop van het inwonertal (bron: INSEE-tellingen).